# منیتو بیچ دوئلز لیک (میشیگان)
منیو بیچ دوئلز لیک (به انگلیسی: Manitou Beach-Devils Lake) یک منطقهٔ مسکونی در ایالات متحده آمریکا است که در شهرستان لناوی، میشیگان واقع شده‌است. منیو بیچ دوئلز لیک ۲۵٫۲ کیلومتر مربع مساحت و ۲٬۰۸۰ نفر جمعیت دارد و ۳۱۸ متر بالاتر از سطح دریا واقع شده‌است.